# ثيو آدامز (فنان أداء)
ثيو آدامز (بالإنجليزية: Theo Adams)‏ هو فنان أداء بريطاني، ولد في 29 سبتمبر 1989 في لندن في المملكة المتحدة.

## وصلات خارجية
- ثيو آدامز على موقع IMDb (الإنجليزية)